# Aristotelia frankeniae
Espèce
Aristotelia frankeniae est une espèce de lépidoptères de la famille des Gelechiidae.

## Description
La chenille fusiforme, de couleur gris verdâtre, mesure 6 mm. Elle se transforme dans un léger cocon ovoïde, opaque, de soie blanche. La chrysalide est brun cannelle
L'envergure de l'imago est de 9 mm. Les ailes antérieures sont orange vif-ocre, avec un triangle brun cuivré atteignant un tiers de la costa. Les ailes postérieures sont d'un gris pâle légèrement brillant. 
Des imagos furent observés en vol de la mi-mai à la fin juin.

## Répartition
Aristotelia frankeniae est présente en Espagne, en Corse et en Afrique du Nord.

## Plantes hôtes
La chenille consomme les plantes des espèces Frankenia boissieri, Frankenia laevis, Frankenia pulverulenta.

## Systématique
Le nom valide complet (avec auteur) de ce taxon est Aristotelia frankeniae Walsingham, 1898,.
Les types (chenilles) ont été découverts sur Frankenia pulverulenta dans l'archipel des Sanguinaires en Corse.

## Étymologie
Son épithète spécifique, frankeniae, fait référence au genre botanique Frankenia auquel appartiennent ses espèces hôtes.

## Publication originale
- (en) Lord Walsingham, « New Corsican Micro-Lepidoptera », Entomologist's Monthly Magazine, Oxford, 2e série, vol. 9,‎ juin 1898, p. 131-134 (ISSN 0013-8908, lire en ligne, consulté le 15 septembre 2023).